# Gmina Suchy Dąb
Die Gmina Suchy Dąb ist eine Landgemeinde im Powiat Gdański in der polnischen Woiwodschaft Pommern. Sie hat eine Fläche von 85 km², auf der 4248 Menschen leben (31. Dezember 2020). Ihr Sitz ist das gleichnamige Dorf (deutsch Zugdam, kaschubisch Sëchi Dãb).

## Geographie

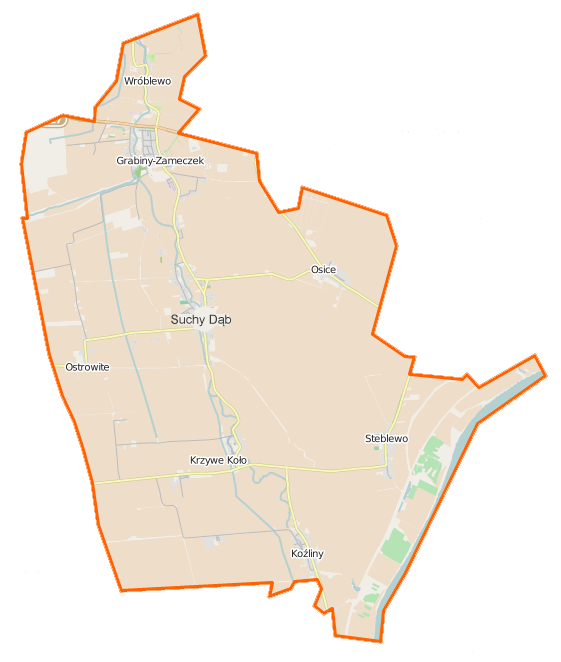
Karte der Landgemeinde

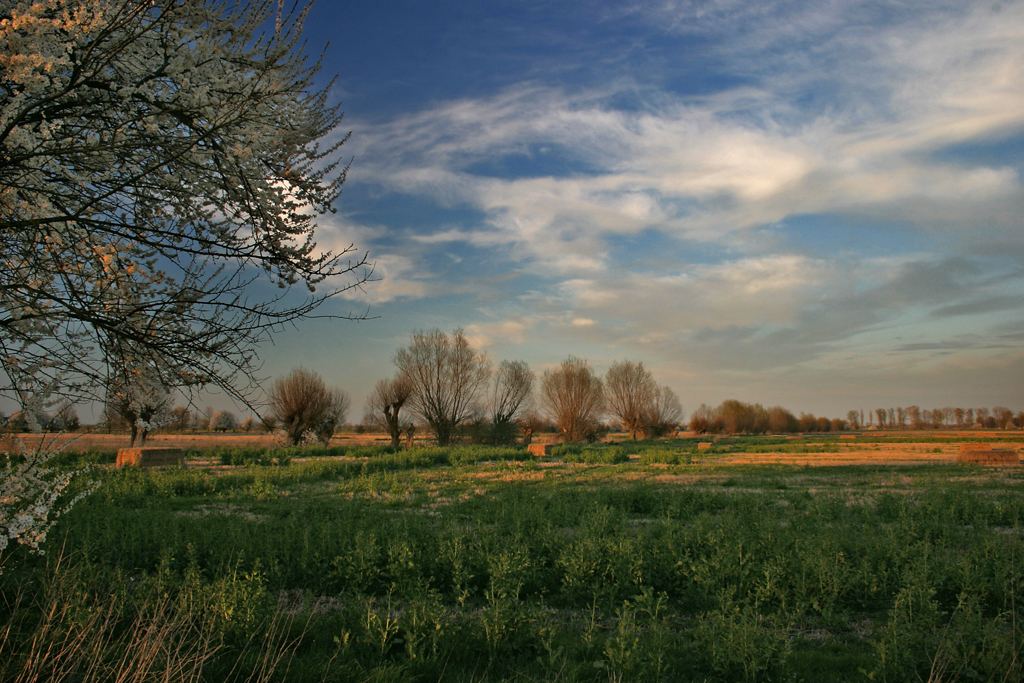
Werder-Landschaft

Die Landgemeinde liegt in Pommerellen im Gebiet des Żuławy Wiślane (Weichsel-Nogat-Delta) und im Süden der Stadt Danzig. Der Ort Steblewo (Stüblau) gab dem Stüblauer Werder seinen Namen. Die Weichsel bildet die Ostgrenze der Gemeinde, die von Süden nach Norden vom Fluss Motława (Mottlau) durchzogen wird. 85 Prozent der Fläche werden landwirtschaftlich genutzt, Wald ist nicht vorhanden.

## Geschichte
Die Deutschordensburg in Herrengrebin entstand in den Jahren 1404–1406. Der Ort ist nach den Besitzern des Deutschen Ordens benannt, Mönchengrebin war dagegen klösterlicher Besitz. Mit der Ersten Polnischen Teilung kam das Gemeindegebiet 1772 zum Königreich Preußen und zur Provinz Westpreußen. Aufgrund der Bestimmungen des Versailler Vertrags fiel das Gebiet nach dem Ersten Weltkrieg 1920 an die Freie Stadt Danzig.
In der Folge des Zweiten Weltkriegs gelangte Westpreußen an Polen. Die ortsansässige Bevölkerung wurde vertrieben.
Von 1975 bis 1998 gehörte die Landgemeinde zur Woiwodschaft Danzig.

## Gemeindegliederung

### Schulzenämter
Zur Landgemeinde Suchy Dąb gehören acht Ortsteile mit jeweils einem Schulzenamt.
| polnischer Name  | deutscher Name (bis 1945) | Einw. (2006) | Lage   | Bild                               |
| ---------------- | ------------------------- | ------------ | ------ | ---------------------------------- |
| Grabiny-Zameczek | Herrengrebin              | 1106         | (Lage) | Reste der Burg in Grabiny-Zameczek |
| Koźliny          | Güttland                  | 0801         | (Lage) | Herrenhaus in Koźliny              |
| Krzywe Koło      | Kriefkohl                 | 0529         | (Lage) | Ortsansicht von Krzywe Koło        |
| Osice            | Wossitz                   | 0343         | (Lage) | Kirche und Pfarrhaus in Osice      |
| Ostrowite        | Osterwick                 | 0101         | (Lage) |                                    |
| Steblewo         | Stüblau                   | 0398         | (Lage) | Alte Gräber in Steblewo            |
| Suchy Dąb        | Zugdam                    | 1083         | (Lage) | Altes Haus in Suchy Dąb            |
| Wróblewo         | Sperlingsdorf             | 0132         | (Lage) | Schulzenamt in Wróblewo            |

### Weitere Ortschaften

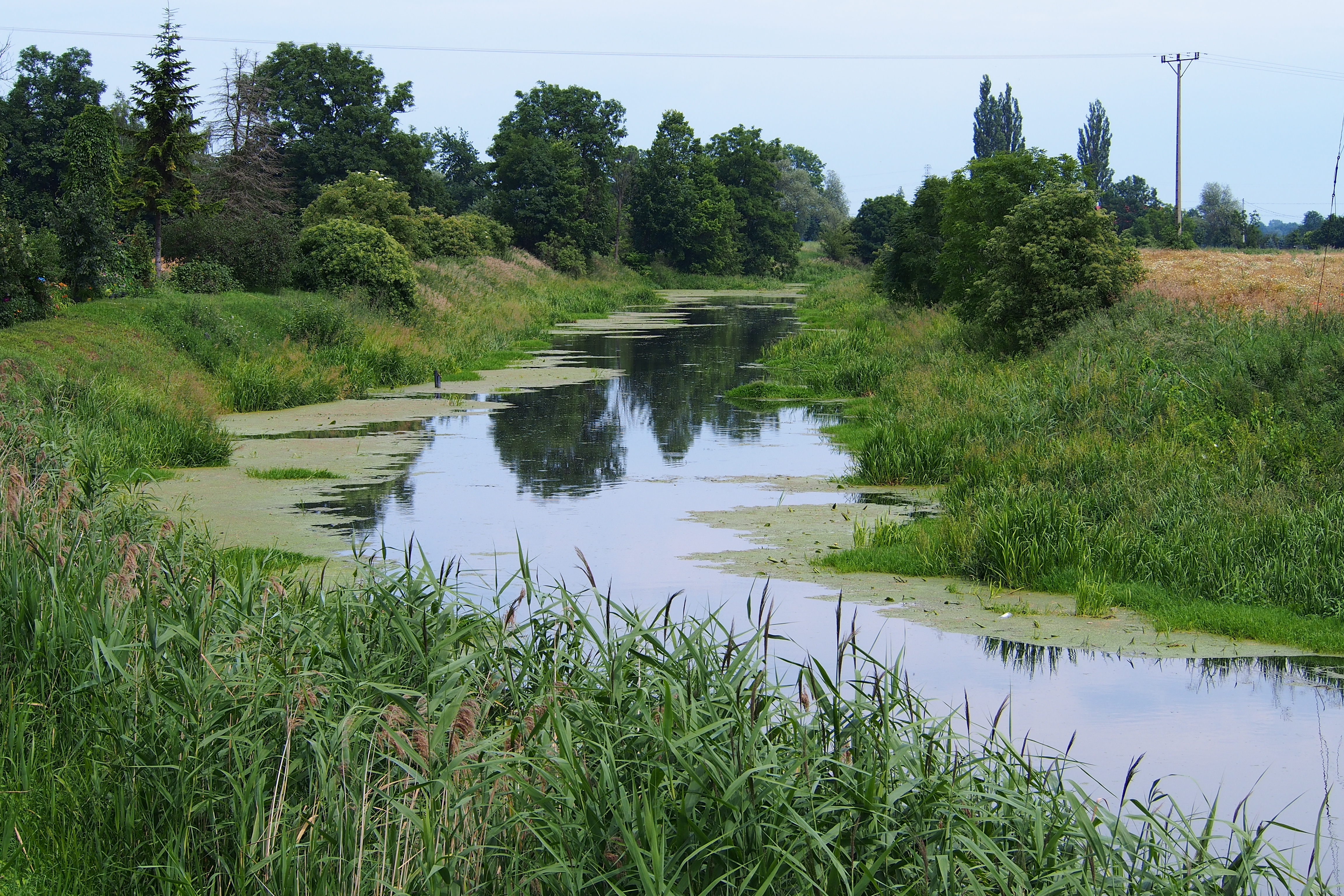
Motława in Grabiny-Zameczek

Weitere Ortschaften der Gemeinde sind:
- Grabiny Duchowne (Bodenbruch)
- Grabiny-Zameczek, Siedlung
- Grabowo (Grabina Duchowne, Mönchengrebin)
- Grabowe Pole (Grebinerfeld)
- Krzywe Koło, Kolonie
- Ptaszniki (Vogelgreif)

Osterwicker Bruch war ein ehemaliger Wohnplatz von Osterwick im Landkreis Danziger Niederung. Es gehört heute zu Ostrowite.

## Denkmalgeschützte Sehenswürdigkeiten

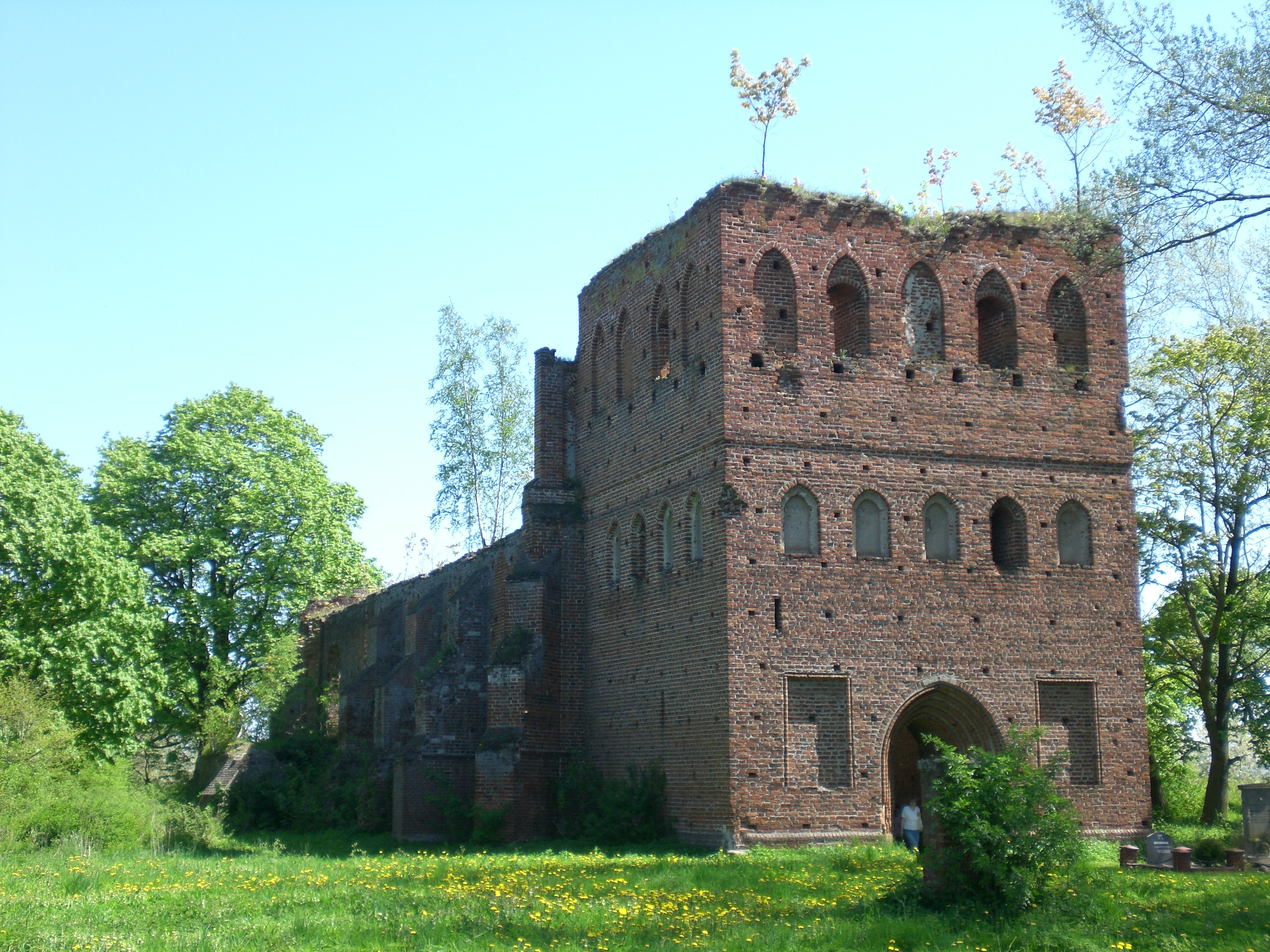
Kirchenruine in Steblewo

- Fünf Vorlaubenhäuser in  Krzywe Koło, Osice (1844), Wróblewo (1870) und die Häuser (dom) 23 und 37 in Steblewo stehen unter Denkmalschutz.
- Von der Ordensburg aus dem 15. Jahrhundert in Herrengrebin sind nur noch einzelne Baureste erhalten.
- Kirchenruine in Steblewo, 14. und 15. Jahrhundert
- Kirche in Koźliny, 1353 und 1684–1688
- Kirche in Krzywe Koło, 14. Jahrhundert und 1685–1686
- Kirche in Osice, 14., 15. und 17. Jahrhundert
- Kirche in Suchy Dąb, teilweise zerstört, 14. Jahrhundert, 1732, 1978
- Pfarrhaus in Osice
- Herrenhaus in Grabowo
- Getreidespeicher in Koźliny

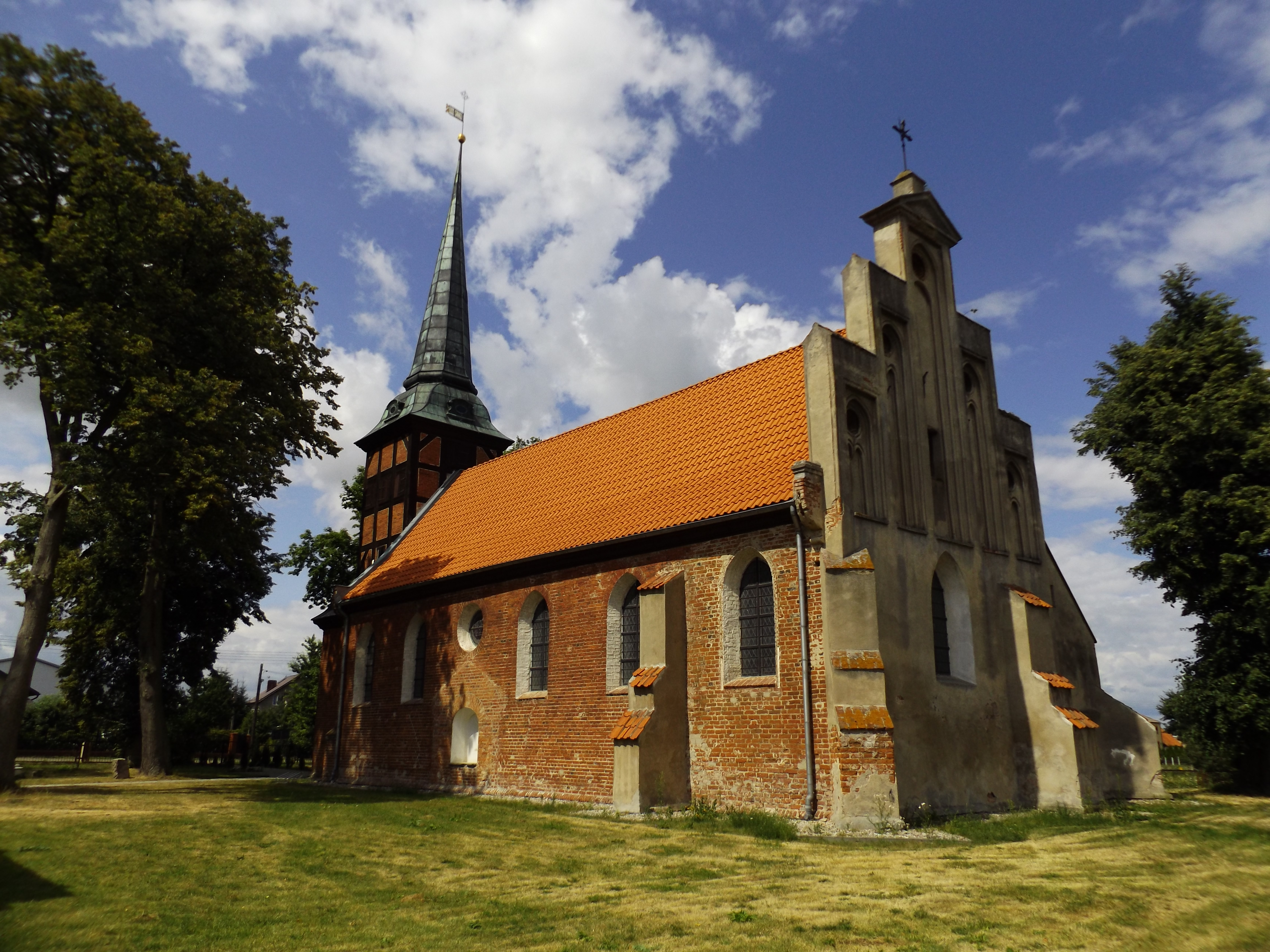
Kirche in Koźliny
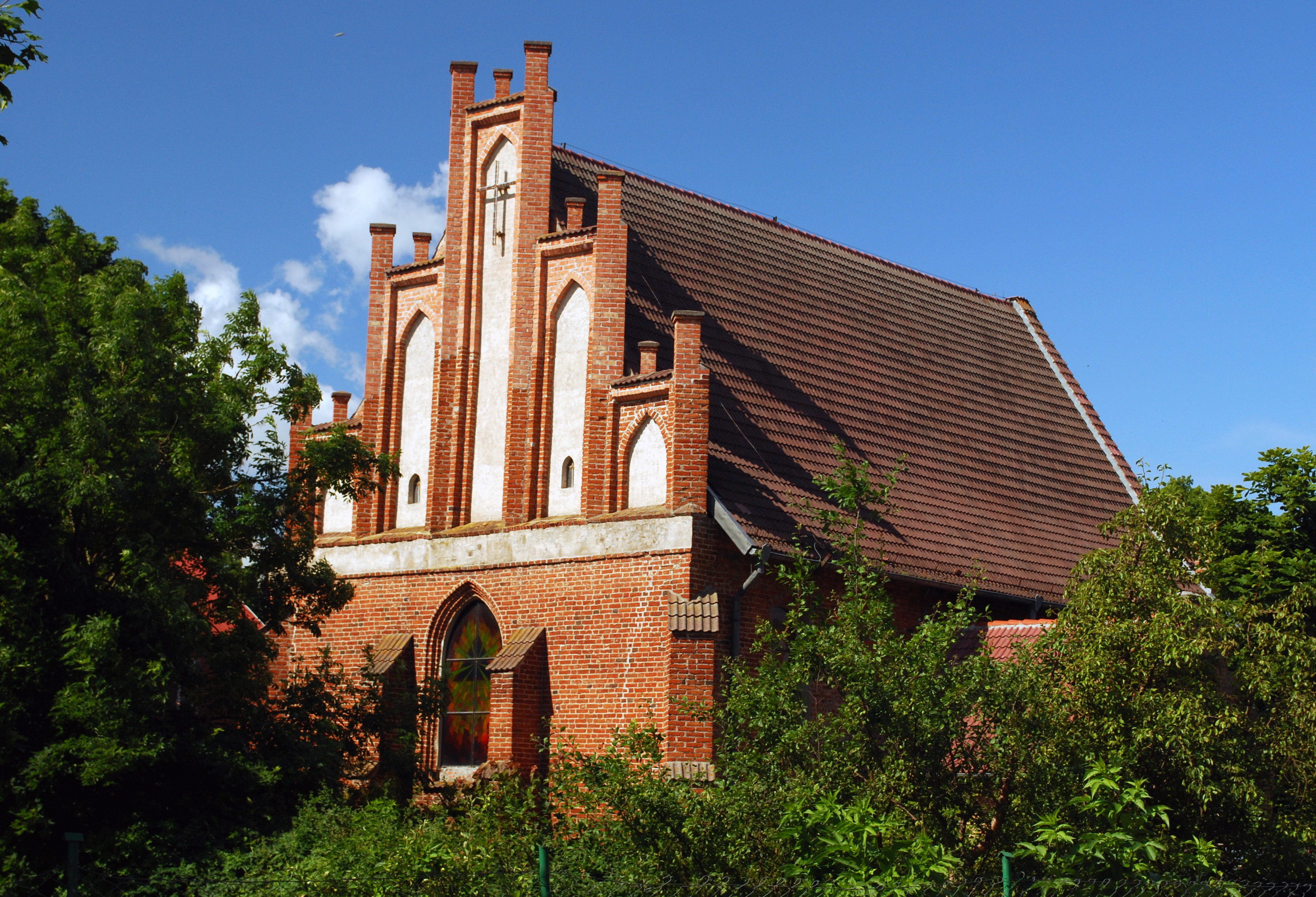
Kirche in Suchy Dąb
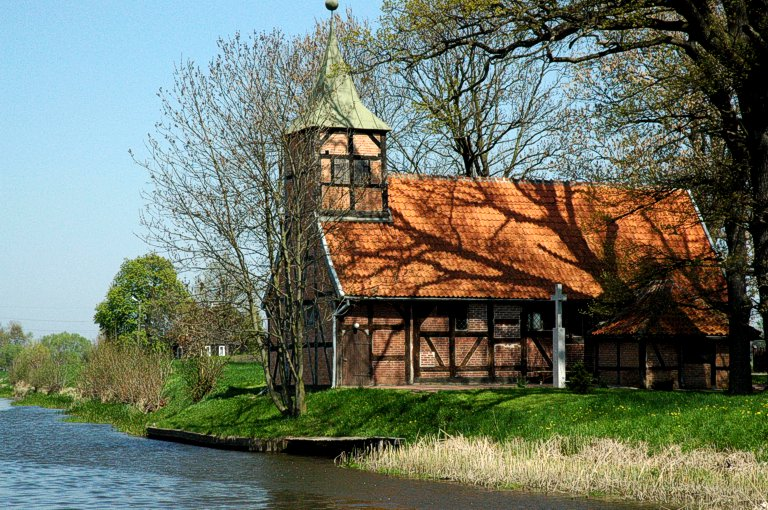
Kirche in Wróblewo

## Natur
- Ein Naturdenkmal ist die 700-jährige Eiche von Zugdam, sie wurde in das Wappen des Ortes aufgenommen und gab dem Ort den heutigen Namen trockene Eiche.

## Persönlichkeiten
- Erasmus Rothmaler der Jüngere (1599–1662; † in Güttland), Pfarrer und neulateinischer Dichter daselbst
- Max Halbe (1865–1944; * in Güttland), Schriftsteller und Ehrenbürger der Stadt Danzig
- Lothar Rettelsky/Rethel (1895–1981; * in Zugdam), SS-Führer und Politiker (NSDAP)
- Bernd Radig (* 1944 in Güttland), Informatiker und Physiker.